# Marie-Joseph-Aloys Munsch
Marie-Joseph-Aloys Munsch CSSp (* 8. Oktober 1869 in Fellering, Frankreich; † 28. Dezember 1942) war ein französischer römisch-katholischer Ordensgeistlicher und Apostolischer Vikar von Kilimandscharo.

## Leben
Marie-Joseph-Aloys Munsch trat der Ordensgemeinschaft der Spiritaner bei und empfing am 28. Oktober 1894 das Sakrament der Priesterweihe.
Am 13. September 1910 ernannte ihn Papst Pius X. zum Titularbischof von Magnesia ad Maeandrum und zum ersten Apostolischen Vikar von Kilimandscharo. Der Apostolische Vikar von Sansibar, Emil August Allgeyer CSSp, spendete ihm am 5. Februar 1911 die Bischofsweihe; Mitkonsekratoren waren der Apostolische Vikar vom Oberen Nil, Henry Hanlon MHM, und der Apostolische Vikar von Bagamoyo, François-Xavier Vogt CSSp.
Marie-Joseph-Aloys Munsch trat am 16. Januar 1922 als Apostolischer Vikar von Kilimandscharo zurück.